# Pediasia gregori
Pediasia gregori là một loài bướm đêm trong họ Crambidae.